# (466340) 2013 RN32
(466340) 2013 RN32 es un asteroide perteneciente al cinturón de asteroides, descubierto el 17 de noviembre de 2006 por el equipo Spacewatch desde el Observatorio Nacional de Kitt Peak (Arizona, Estados Unidos).